# Troiițke, Novhorod-Siverskîi
Troiițke (în ucraineană Троїцьке) este localitatea de reședință a comunei Kirove din raionul Novhorod-Siverskîi, regiunea Cernihiv, Ucraina.

## Demografie
Componența lingvistică a localității Troiițke
     Ucraineană (83,43%)
     Rusă (16,57%)
Conform recensământului din 2001, majoritatea populației localității Troiițke era vorbitoare de ucraineană (83,43%), existând în minoritate și vorbitori de rusă (16,57%).